# Comité del Patrimonio de la Humanidad

Logo del Comité del Patrimonio de la Humanidad de la Unesco.

El Comité del Patrimonio de la Humanidad o Comité del Patrimonio Mundial (en inglés: World Heritage Committee) selecciona los sitios que son reconocidos como Patrimonio de la Humanidad por la Unesco en la Lista del Patrimonio de la Humanidad y la Lista del Patrimonio de la Humanidad en Peligro, define el uso del Fondo del Patrimonio de la Humanidad y asigna ayuda financiera a petición de los Estados partes. Está compuesto por representantes de veintiún Estados, elegidos por la Asamblea General de Estados Partes para un plazo de cuatro años. Estos Estados votan las decisiones y propuestas relacionadas con la Convención y la Lista del Patrimonio de la Humanidad.
Según la Convención del Patrimonio de la Humanidad, el mandato de los miembros del comité dura seis años. Sin embargo, muchos Estados deciden limitar voluntariamente su mandato a cuatro años para dar a otros Estados la oportunidad de ejercer. Todos los miembros elegidos en la 15.ª Asamblea General (2005) decidieron reducir voluntariamente su mandato de seis a cuatro años.
Las deliberaciones del Comité del Patrimonio de la Humanidad están asistidas por tres órganos consultivos, la Unión Internacional para la Conservación de la Naturaleza (IUCN), el Consejo Internacional de Monumentos y Sitios (ICOMOS) y el Centro Internacional de Estudios para la Conservación y la Restauración de los Bienes Culturales (ICCROM).

## Sesiones
El Comité del Patrimonio de la Humanidad se reúne una vez al año en sesión ordinaria para discutir la gestión de los sitios reconocidos como Patrimonio de la Humanidad y recibir las nominaciones de los países. También pueden convocarse reuniones extraordinarias por petición de al menos dos tercios de los Estados partes. Las reuniones se celebran en el territorio de los Estados partes por invitación. El lugar de realización de la siguiente sesión es escogido por el comité al final de cada sesión teniendo en cuenta la rotación entre las diferentes regiones y culturas.
| Sesión | Año     | Fecha | Ciudad anfitriona |
| ------ | ------- | --- | ----------------- |
| 1      | 1977    | 27 de junio–1 de julio | París             |
| 2      | 1978    | 5 de septiembre–8 de septiembre | Washington D. C.  |
| 3      | 1979    | 22 de octubre–26 de octubre | El Cairo y Luxor  |
| 4      | 1980    | 1 de septiembre–5 de septiembre | París             |
| 5      | 1981    | 26 de octubre–30 de octubre | Sídney            |
| 6      | 1982    | 13 de diciembre–17 de diciembre | París             |
| 7      | 1983    | 5 de diciembre–9 de diciembre | Florencia         |
| 8      | 1984    | 29 de octubre–2 de noviembre | Buenos Aires      |
| 9      | 1985    | 2 de diciembre–6 de diciembre | París             |
| 10     | 1986    | 24 de noviembre–28 de noviembre | París             |
| 11     | 1987    | 7 de diciembre–11 de diciembre | París             |
| 12     | 1988    | 5 de diciembre–9 de diciembre | Brasilia          |
| 13     | 1989    | 11 de diciembre–15 de diciembre | París             |
| 14     | 1990    | 7 de diciembre–12 de diciembre | Banff             |
| 15     | 1991    | 9 de diciembre–13 de diciembre | Cartago           |
| 16     | 1992    | 7 de diciembre–14 de diciembre | Santa Fe          |
| 17     | 1993    | 6 de diciembre–11 de diciembre | Cartagena         |
| 18     | 1994    | 12 de diciembre–17 de diciembre | Phuket            |
| 19     | 1995    | 4 de diciembre–9 de diciembre | Berlín            |
| 20     | 1996    | 2 de diciembre–7 de diciembre | Mérida            |
| 21     | 1997    | 1 de diciembre–6 de diciembre | Nápoles           |
| 22     | 1998    | 30 de noviembre–5 de diciembre | Kioto             |
| 23     | 1999    | 29 de noviembre–4 de diciembre | Marrakech         |
| 24     | 2000    | 27 de noviembre–2 de diciembre | Cairns            |
| 25     | 2001    | 11 de diciembre–16 de diciembre | Helsinki          |
| 26     | 2002    | 24 de junio–29 de junio | Budapest          |
| 27     | 2003    | 30 de junio–5 de julio | París             |
| 28     | 2004    | 28 de junio–7 de julio | Suzhou            |
| 29     | 2005    | 10 de julio–17 de julio | Durban            |
| 30     | 2006    | 8 de julio–16 de julio | Vilna             |
| 31     | 2007    | 23 de junio–1 de julio | Christchurch      |
| 32     | 2008    | 2 de julio–10 de julio | Quebec            |
| 33     | 2009    | 22 de junio–30 de junio | Sevilla           |
| 34     | 2010    | 25 de julio–3 de agosto | Brasilia          |
| 35     | 2011    | 19 de junio–29 de junio | París             |
| 36     | 2012    | 25 de junio–5 de julio | San Petersburgo   |
| 37     | 2013    | 17 de junio–27 de junio | Nom Pen           |
| 38     | 2014    | 15 de junio–25 de junio | Doha              |
| 39     | 2015    | 28 de junio–8 de julio | Bonn              |
| 40     | 2016    | 10 de julio–20 de julio | Estambul          |
| 41     | 2017    | 2 de julio–12 de julio | Cracovia          |
| 42     | 2018    | 24 de junio–4 de julio | Manama            |
| 43     | 2019    | 30 de junio–10 de julio | Bakú              |
| 44     | 2020-21 | Programada originalmente para 29 de junio–9 de julio de 2020. Pospuesta a 16-31 de julio de 2021 debido a la pandemia de COVID-19. | Fuzhou            |
| 45     | 2022-23 | Programada originalmente para 19 de junio–30 de junio de 2022 en Kazán, Rusia. Pospuesta a 2023 por la Invasión rusa de Ucrania.   | Riad              |

## Oficina
Al final de cada sesión ordinaria, el comité elige a un presidente, cinco vicepresidentes y un relator entre aquellos miembros cuyo mandato continuará hasta la siguiente sesión. Estos son conocidos conjuntamente como la Oficina, y sus representantes son responsables de coordinar el trabajo del Comité del Patrimonio de la Humanidad, lo que incluye fijar las fechas, horarios y el orden del día de las reuniones.

## Votaciones
Cada Estado miembro del Comité del Patrimonio de la Humanidad tiene un voto. Las decisiones se toman por mayoría simple y las abstenciones se cuentan como no votar. Los votos son emitidos a mano alzada salvo que el presidente o al menos dos Estados partes soliciten una votación secreta.

## Miembros
Los miembros actuales del Comité del Patrimonio de la Humanidad de la Unesco son los siguientes.
| Estado                       | Mandato   |
| ---------------------------- | --------- |
| Arabia Saudita               | 2019–2023 |
| Argentina                    | 2021–2025 |
| Bélgica                      | 2021–2025 |
| Bulgaria                     | 2017–2021 |
| Brasil                       | 2017–2021 |
| Catar                        | 2021–2025 |
| Egipto                       | 2019–2023 |
| Etiopía                      | 2019–2023 |
| Grecia                       | 2021–2025 |
| India                        | 2021–2025 |
| Italia                       | 2021–2025 |
| Japón                        | 2021–2025 |
| Mali                         | 2019–2023 |
| Nigeria                      | 2019–2023 |
| Omán                         | 2019–2023 |
| Ruanda                       | 2021–2025 |
| Rusia                        | 2019–2023 |
| San Vicente y las Granadinas | 2017–2021 |
| Sudáfrica                    | 2019–2023 |
| Tailandia                    | 2019–2023 |
| Zambia                       | 2021–2025 |
| Total                        | 21        |

## Miembros en las reuniones desde 2014

### Reuniones de 2014 y 2015
Estos son los 21 países miembros cuyo mandato de cuatro años (entre paréntesis) continuaba en 2014 y 2015. Se reunieron en 2014 en la 38.ª sesión del Comité del Patrimonio Mundial en Doha, Qatar. También se reunieron en 2015 en Bonn para la 39.ª sesión.
| - Argelia (2011-2015) - Alemania (2011-2015) - Colombia (2011-2015) - Corea del Sur (2013-2017) - Croacia (2013-2017) - Finlandia (2013-2017) - India (2011-2015) | - Jamaica (2013-2017) - Japón (2011-2015) - Kazajistán (2013-2017) - Líbano (2013-2017) - Malasia (2011-2015) - Perú (2013-2017) - Filipinas (2013-2017) | - Polonia (2013-2017) - Portugal (2013-2017) - Qatar (2011-2015) - Senegal (2011-2015) - Serbia (2011-2015) - Turquía (2013-2017) - Vietnam (2013-2017) |

### Reuniones en 2016 y 2017
Estos son los 21 países miembros cuyo mandato de cuatro años (que se muestra entre paréntesis) continúa en 2016 y 2017. Se reunieron en 2016 en la 40.ª sesión del Comité del Patrimonio Mundial en Estambul, Turquía. También se reunieron en 2017 en Cracovia para la 41.ª sesión.
| - Angola (2015-2019) - Azerbaiyán (2015-2019) - Burkina Faso (2015-2019) - Corea del Sur (2013-2017) - Croacia (2013-2017) - Cuba (2015-2019) - Finlandia (2013-2017) | - Indonesia (2015-2019) - Jamaica (2013-2017) - Kazajistán (2013-2017) - Kuwait (2015-2019) - Líbano (2013-2017) - Perú (2013-2017) - Filipinas (2013-2017) | - Polonia (2013-2017) - Portugal (2013-2017) - Tanzania (2015-2019) - Túnez (2015-2019) - Turquía (2013-2017) - Vietnam (2013-2017) - Zimbabue (2015-2019) |

### Reuniones en 2018 y 2019
Estos son los 21 países miembros cuyo mandato de cuatro años (que se muestra entre paréntesis) continuaba en 2018 y 2019. Se reunieron en 2018 en la 42.ª sesión del Comité del Patrimonio Mundial. También se reunieron en 2019 para la 43.ª sesión.
| - Angola (2015-2019) - Australia (2018-2021) - Azerbaiyán (2015-2019) - Baréin (2018-2021) - Bosnia y Herzegovina (2018-2021) - Brasil (2018-2021) - Burkina Faso (2015-2019) | - China (2018-2021) - Cuba (2015-2019) - España (2018-2021) - Guatemala (2018-2021) - Hungría (2018-2021) - Indonesia (2015-2019) - Kirguistán (2018-2021) | - Kuwait (2015-2019) - Noruega (2018-2021) - Uganda (2018-2021) - San Cristóbal y Nieves (2018-2021) - Tanzania (2015-2019) - Túnez (2015-2019) - Zimbabue (2015-2019) |

### Reuniones en 2020 y 2021
Estos son los 21 países miembros cuyo mandato de cuatro años (entre paréntesis) continúa en 2020 y 2021. Se reunieron en 2021 en la 44.ª sesión del Comité del Patrimonio Mundial.
| - Sudáfrica (2020-2023) - Arabia Saudita (2020-2023) - Australia (2018-2021) - Baréin (2018-2021) - Bosnia y Herzegovina (2018-2021) - Brasil (2018-2021) - China (2018-2021) | - Egipto (2020-2023) - España (2018-2021) - Etiopía (2020-2023) - Guatemala (2018-2021) - Hungría (2018-2021) - Kirguistán (2018-2021) - Malí (2020-2023) | - Nigeria (2020-2023) - Noruega (2018-2021) - Omán (2020-2023) - Uganda (2018-2021) - Rusia (2020-2023) - San Cristóbal y Nieves (2018-2021) - Tailandia (2020-2023) |

### Reunión del comité en 2022 y 2023
Se trata de los 21 países miembros cuyo mandato de cuatro años (indicado entre paréntesis) está en curso en 2022 y 2023. Debían haberse reunido en 2022, pero la sesión se pospuso 'sine die' por decisión de la mesa de este Comité en abril de 2022. tras la amenaza de boicot por parte de unos cuarenta países occidentales que protestaban contra la invasión rusa de Ucrania. La dimisión del presidente ruso Alexander Kuznetsov anunciada el 22 de noviembre de 2022 puso fin a esta parálisis. La 45.ª sesión del Comité del Patrimonio Mundial tuvo lugar en septiembre de 2023 en Riad, Arabia Saudita. Se trata de un período de sesiones “ampliado” en el sentido de que “los temas ya previstos en el orden del día del 45.º período de sesiones, que debería haberse celebrado en 2022, y los temas ya previstos para 2023 durante los períodos de sesiones anteriores del Comité se tratarán conjuntamente”.
| - Sudáfrica (2020-2023) - Arabia Saudita (2020-2023) - Argentina (2022-2025) - Bélgica (2022-2025) - Bulgaria (2022-2025) - Egipto (2020-2023) - Etiopía (2020-2023) | - Grecia (2022-2025) - India (2022-2025) - Italia (2022-2025) - Japón (2022-2025) - Malí (2020-2023) - México (2022-2025) - Nigeria (2020-2023) | - Omán (2020-2023) - Qatar (2022-2025) - Rusia (2020-2023) - Ruanda (2022-2025) - San Vicente y las Granadinas (2022-2025) - Tailandia (2020-2023) - Zambia (2022-2025) |

## Críticas
Se ha alegado la creciente politización de las decisiones del Comité del Patrimonio de la Humanidad en detrimento de los objetivos de conservación, particularmente con respecto a las nuevas nominaciones a la Lista del Patrimonio de la Humanidad, pero también a la consideración de sitios para la Lista del Patrimonio de la Humanidad en Peligro. En 2010, varios Estados partes, incluidos Hungría, Suiza y Zimbabue, presentaron una protesta oficial contra esta politización.
En 2011, una auditoría externa solicitada por el Comité del Patrimonio de la Humanidad para su Estrategia Global de la Lista del Patrimonio de la Humanidad concluyó que las consideraciones políticas estaban efectivamente influyendo en las decisiones. Observó que los representantes del comité habían pasado de ser expertos a diplomáticos pese a lo dispuesto en el artículo 9 de la Convención del Patrimonio de la Humanidad y que las opiniones de los órganos consultivos discrepaban a menudo de las decisiones tomadas por el comité.
En 2016, Israel retiró a su embajador ante la Unesco después de que el Comité del Patrimonio de la Humanidad adoptara en una votación secreta una resolución que se refería a uno de los lugares más sagrados de Jerusalén, el Monte del Templo, únicamente como un «lugar sagrado de culto musulmán», sin mencionar que los judíos y cristianos también veneran el sitio.
El comité también ha sido criticado por presunto racismo, discriminación racial y sesgo geográfico al favorecer la inscripción de sitios de países occidentales e industrializados en detrimento de los pertenecientes a los llamados países del "tercer mundo". Una gran proporción de los sitios del patrimonio mundial se encuentran en Europa, Asia Oriental y América del Norte, donde las poblaciones presentan una piel notablemente más clara.